# Ca' Giustinian
Ca' Giustinian és un palau de Venècia, situat al barri de San Marco i amb vistes al Gran Canal.

## Història

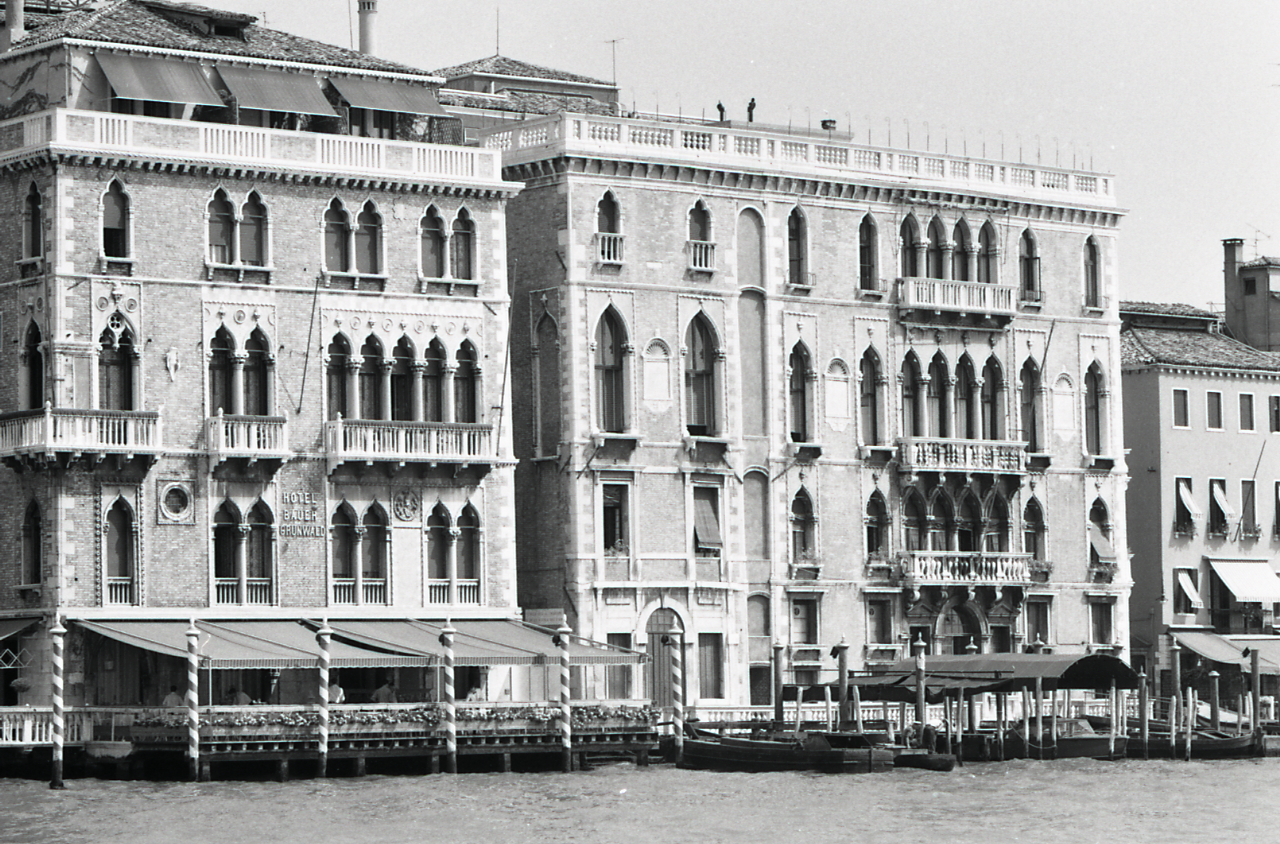
El palau el 1969 vist des del Gran Canal, en una foto de Paolo Monti. A l'esquerra hi ha el Palau Bauer.

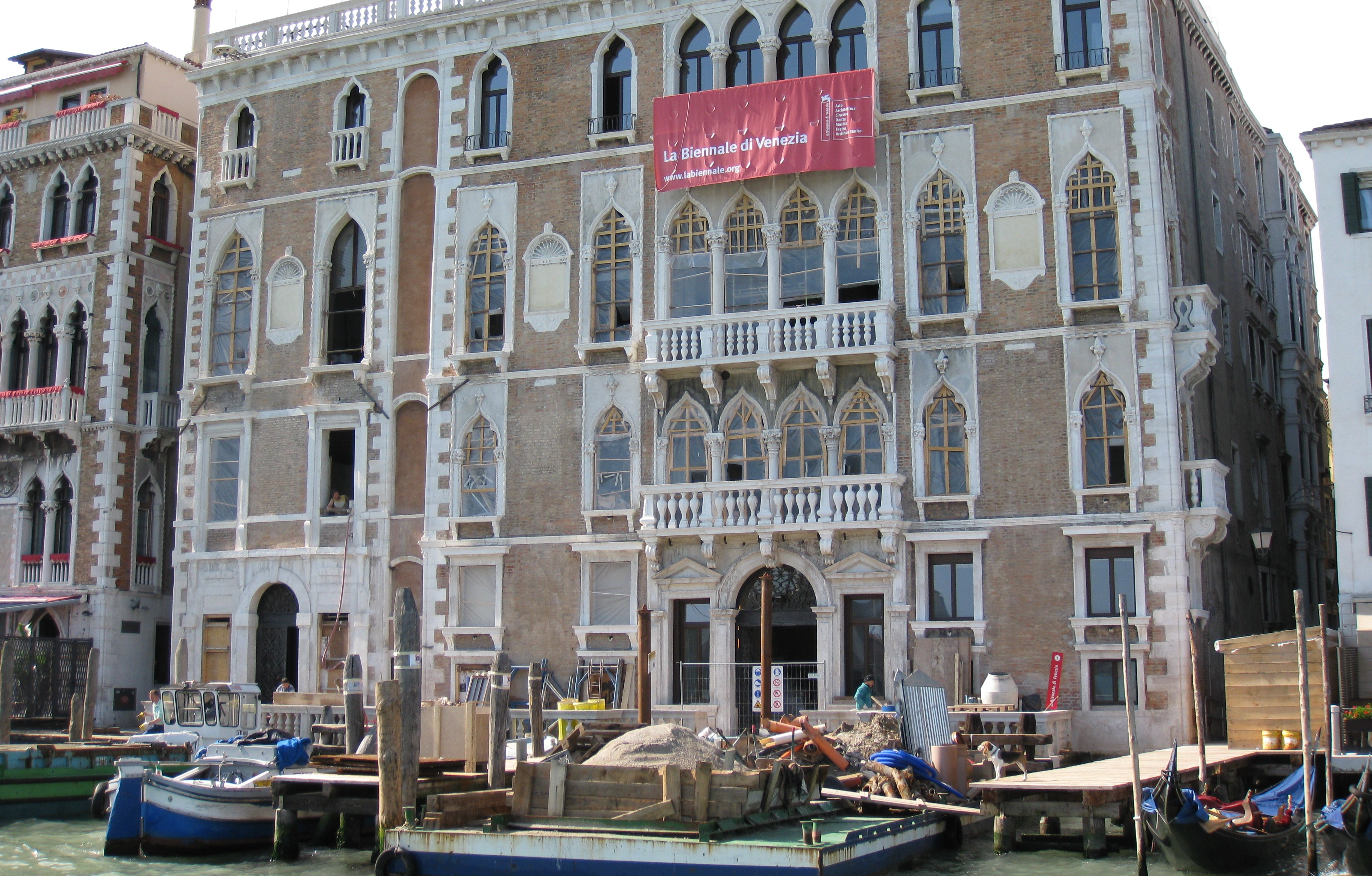
El palau durant la restauració del 2009

El palau va ser construït per encàrrec de la família Giustinian, una de les famílies més il·lustres del patriciat venecià, a la segona meitat del segle XV, sobre el lloc d'un edifici preexistent, en què Lorenzo Giustinian, el primer patriarca de Venècia, havia viscut a la primera meitat del segle.
Al segle XVII va passar a la família Morosini, fins al 1820, quan el palau es va transformar en l'Albergo all'Europa, que va acollir, entre d'altres, Théophile Gautier, Marcel Proust i Giuseppe Verdi.
El 19 d'octubre de 1866, en una habitació de l'Hotel Europa, el general plenipotenciari francès Edmond Le Bœuf va signar l'acta formal de cessió del Vèneto, preludi del plebiscit del Vèneto dels dies 21 i 22 d'octubre de l'any següent.
Després de ser adquirit pel municipi, l'edifici va ser restaurat completament i avui acull les oficines de la Biennal de Venècia.

## Descripció
La gran façana del Palau Giustinian està formada per quatre plantes dividides per cornises que separen una plant d'una altra, d'estil gòtic.
La part principal del palau es va connectar, omplint un carrer a finals del segle XV, a un edifici a la seva esquerra: des de llavors les dues estructures n'han constituït una de sola.
La majoria de les obertures, majoritàriament ogivals, són finestres monófores emmarcades en marcs de pedra blanca sobre la superfície de maó.
Els del sector central són distingibles: a la planta baixa un portal d'arc de mig punt amb dues finestres aparellades d'una sola obertura amb timpà; a sobre hi ha tres nivells de finestres quadrífores a les dues plantes principals i a la planta superior, d'època posterior, totes equipades amb balustrades que sobresurten.
Cal destacar, a la planta baixa de l'edifici integrat a l'esquerra, la presència d'una serliana.
La part superior de la façana, travessada per una cornisa dentada, està acabada per una llarga balustrada que tanca una terrassa amb vista a l'últim tram del Gran Canal, la Punta della Dogana i la conca de San Marco.